# 2,5-Dimethylfuran
2,5-Dimethylfuran (DMF) er en heterocyclisk organisk forbindelse afledt af stoffet furan. Stoffet har stort potentiale som biobrændsel, fordi det indeholder en større koncentration af energi end andre biobrændsler såsom bioethanol og ligger på niveau med almindelig benzin. Samtidig har det den fordel at det til forskel fra ethanol ikke absorberer vand fra luften. Metoder til at fremstille stoffet fra almindelige kulhydrater såsom fruktose og glukose, der findes i store mængder i planter, er blevet udviklet i de seneste år.